# Christian Rösner-El-Heliebi
Christian Rösner-El-Heliebi (* 1974) ist ein österreichischer Kommunikationsberater, Journalist und seit 1. Februar 2025 Generalsekretär des Pensionistenverbandes Österreichs sowie Chefredakteur der Verbandszeitschrift Unsere Generation. 

## Werdegang
Rösner-El-Heliebi studierte an der Donau-Universität Krems und schloss mit einem Master of Science (MSc) in Counseling und Psychologischer Beratung ab. Außerdem ist er ausgebildeter NLP-Trainer, systemischer Wirtschaftscoach und diplomierter Lebens- und Sozialberater. Für die von der damaligen türkis-grünen Bundesregierung 2023 eingestellte Wiener Zeitung arbeitete er in verschiedenen Positionen – u. a. als Kolumnist im Kulturressort, als stellvertretender Innenpolitik-Ressortleiter und zuletzt als leitender Redakteur des Wien-Ressorts. Darüber hinaus ist er Mitbegründer des Musiklabels Fabrique Records und der Kommunikationsagentur Fabrique Agency, bei der er nur noch beratend tätig ist.
Als Kommunikationstrainer, Coach und Vortragender war er für verschiedene Institutionen aktiv.
Im Februar 2025 übernahm Rösner-El-Heliebi die Funktion des Generalsekretärs des Pensionistenverbands Österreichs (PVÖ), einer der größten Interessenvertretungen Österreichs mit rund 280.000 Mitgliedern. Seitdem setzt er sich für ein modernes Bild des Alters, die Bekämpfung von Altersdiskriminierung und Altersarmut sowie für die Aufwertung des Pensions-Images ein. Neben dieser Tätigkeit hält Rösner-El-Heliebi noch vereinzelt Vorträge und Seminare zu Kommunikation, Medien und gesellschaftlichen Themen. Er lebt mit seiner Frau und seinen beiden Söhnen in Wien.